# Donna Leon – Venezianische Scharade
Venezianische Scharade ist ein deutscher Fernsehfilm von Christian von Castelberg aus dem Jahr 2000, der auf dem gleichnamigen Roman von Donna Leon basiert. Es handelt sich um die zweite Episode der ARD-Kriminalfilmreihe Donna Leon mit Joachim Król als Commissario Guido Brunetti in der Hauptrolle.

## Handlung
Commissario Guido Brunetti will mit seiner Frau gerade nach London in den Familienurlaub fahren, da wird er zu einem Schlachthof geschickt, wo die Leiche eines vermeintlichen Transvestiten entdeckt wurde. Bei den Ermittlungen zeigt sich, dass es sich bei dem Opfer um den Bankier Mascari handelt. Brunetti ahnt jedoch, dass hier eine „Venezianische Scharade“ inszeniert worden ist und seine Aufmachung nur zur Irreführung dienen sollte.
Da Brunetti dem Täter auf der Spur ist, obwohl er selber noch gar nicht weiß, wen er da jagt, gerät er selber in eine Falle. Ein Informant der Transvestitenszene hatte ihn angerufen, um ihm etwas mitzuteilen. Der Mann erscheint jedoch nicht und Brunetti wird mit seinen Kollegen Vianello und Maria Nardi im Auto gerammt. Bei dem dadurch initiierten Unfall kommt die junge Kollegin Nardi ums Leben. Ebenso wurde der Informant umgebracht und Brunetti ist resigniert zu spät gekommen zu sein. Seine Stimmung hebt sich, als sich ein Zeuge meldet und sich Brunetti dadurch das Motiv offenbart, warum der Banker umgebracht wurde. Das Opfer gehörte zu einem Lega, das unter dem Deckmantel einer gemeinnützigen Organisation die Mieter von Sozialwohnungen erpresste. Mascari war für die Finanzen zuständig. Brunetti findet aber Hinweise dafür, dass dem Opfer die illegalen Transaktionen nur untergeschoben werden sollten. Diese Vermutung bestätigt sich, als Pietro Malfatti festgenommen wird, der für die Lega als Geldeintreiber gearbeitet hat. Er beschuldigt in der Vernehmung den Vorsitzenden der Lega, Giancarlo Santomauro, sowie Mascaris engsten Mitarbeiter Marco Oliveri die Morde begangen zu haben, nachdem Mascari hinter deren doppeltes Spiel kam. Wenig später wird auch Oliveri ermordet aufgefunden. Durch eine Zeugenaussagen gelingt es Brunetti Santomauro für den Mord an Mascari verantwortlich zu machen, für die weiteren Morde fehlen ihm die Beweise. Santomauro will seine Schuld abmildern und erklärt, dass es Marco Oliveris Idee gewesen sei sich an den Mietern zu bereichern. Oliveri hätte ihn erpresst Leonardo Mascari umzubringen.

## Hintergrund
Venezianische Scharade wurde im Frühjahr 2000 in Venedig und Umgebung gedreht. Die Erstausstrahlung auf Das Erste erfolgte am 16. Oktober 2000 zur Hauptsendezeit.

## Kritik
Tilmann P. Gangloff wertete für tittelbach.tv: „Die Geschichte dieser zweiten Verfilmung eines Venedig-Krimis von Donna Leon aus dem Jahre 2000 ist wesentlich spannender als ihre Umsetzung.“ „Der Reiz der Geschichten wie auch ihrer Verfilmungen liegt nicht zuletzt im Kontrast zwischen den bekannten Bildern, die man im Kopf hat, und den düsteren Schauplätzen, an denen die Autorin die Handlung gern ansiedelt.“ „Der Film zeichnet sich unter anderem durch eine melancholische Grundstimmung aus, die unter anderem aus der Bildgestaltung resultiert: Viele Szenen spielen nachts oder im Zwielicht. Auch die Gesichter liegen bei den Dialogen oft im Halbschatten. Mitunter hat man den Eindruck, die Schauspieler hätten sich nicht an ihre Markierung gehalten und seien aus dem Licht getreten.“
Der Filmdienst urteilte: „Undramatischer, behäbiger (Fernseh-)Krimi nach einem Roman von Donna Leon, der die wundervolle Kulisse der Lagunenstadt Venedig eher dekorativ einsetzt.“
Die Kritiker der Fernsehzeitschrift TV Spielfilm vergaben dem Film die bestmögliche Wertung, sie zeigten mit dem Daumen nach oben. Sie konstatierten: „Edel gefilmter, gut besetzter Routinefall“.